# Stuckismus

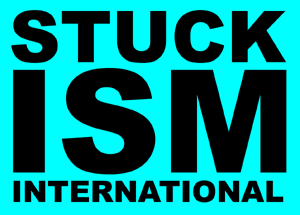
Logo

Stuckismus je umělecký směr, který vznikl v Británii v roce 1999. Jeho zakladateli jsou Charles Thomson a Billy Childisch. Dalšími významnými britskými stuckisty jsou Paul Harvey, Ella Guru a Joe Machine. Stuckisté hnutí se v druhé polovině nultých let dvacátého prvního století postupně rozšířilo nejen do západní a střední Evropy, ale i do Latinské Ameriky a Asie. Zakládá se na figurální malbě a abstrakci. Využívá ostrých barev a až karikaturně-komiksový způsob zobrazování lidí.

## Historie
V České republice vznikla roku 2004 odnož stuckismu pod názvem Prague Stuckists ve složení: Robert Janás, Filip Kudrnáč (odešel 2011), Jaroslav Valečka (vyloučen 2012), Lukáš Orlita, Jan Spěváček, Martin Salajka (odešel 2013), Kateřina Pažoutová (odešla 2011), v roce 2005 byl do skupiny přijat Jiří Hauschka (odešel 2013), v roce 2010 pak Jaromír 99 (odešel 2012) a Markéta Urbanová (odešla 2013). V současnosti jsou členy skupiny Robert Janás, Igor Grimmich, Lukáš Orlita, Marek Slavík, Jan Spěváček a Tomáš Spevák.
V roce 2005 byla založena skupina Prague 7 Stuckists (Kip Baursfled), v roce 2006 pak Bohemia Stuckists (Jane Dune, Gennadij Chlestov). Skupina Prague Stuckists se poprvé prezentovala na výstavě Stuck in the November v Topičově salónu v listopadu 2007, podruhé v galerii Dolmen v Brně v roce 2008 a na letní filmové škole v Uherském Hradišti v roce 2009, u příležitosti prvních dvou výstav byl vydán katalog. Po řadě osobních sporů, vzájemném vylučování a odchodech některých členů vznikla v roce 2012 další česká a slovenská stuckistická skupina pod názvem Central Europe stuckists ve složení Jiří Hauschka, Markéta Korečková, Ján Macko, Markéta Urbanová a Jaroslav Valečka a rozšířila spektrum existujících českých stuckistických skupin.
Čeští stuckisté se zúčastnili mnoha výstav ve Velké Británii například Enenemies of Art, STUCK in the Emotional Landscape v roce 2011 v Londýně, nebo STUCK between Prague and London v roce 2013 tamtéž, nebo v roce 2014 na výstavě The Stuckists, Explorers and Inventors, Phoenix, USA. V roce 2013 se poprvé představili i britští stuckisté na výstavě Stuck in Pardubice v Městské galerii Pardubice, dále v roce 2014 v Galerii Vltavín.

## Seznam stuckistických výstav
- 2006 – Morbidní romance, Oblastní galerie Vysočiny, Jihlava
- 2007 – Uvízli v listopadu, Topičův salón, Praha
- 2008 – Uvízli v listopadu II., Galerie Dolmen, Brno
- 2010 – Stuckisté a hosté, Galerie 21. století, Praha
- 2010 – Soukromé krajiny, Galerie Diamant, Praha
- 2011 – Prague-stuckists, Výstavní síň Chrudim
- 2011 – Enemies of Art, Lauderdale house, London
- 2011 – Stuck in the Emotional Landscape, Red gate gallery, London
- 2011 –  Art Prague, výstavní síň Mánes, Praha
- 2012 – Stuckists tarot show, Insligton Art Factory London
- 2012 – Stuckists: Elizabethian Avant-Garde, Bermondsey Project, London
- 2012 – Pražští stuckisté/Stuck in the Castle, zámek Letovice
- 2013 – STUCK Between Prague and London, Nolias11 gallery, London
- 2013 – STUCK in Pardubice, Městská galerie Pardubice
- 2014 – The Stuckists, Explorers and Inventors, Phoenix, USA
- 2014 – STUCK!!, Galerie Vltavín, Praha
- 2015 – Stuckism, Remodernising the Mainstream, Studio 3 gallery, University of Kent
- 2016 – Prague Stuckists, Muzeum města Brna
- 2019 – Prague Stuckists, Galerie Slováckého muzea, Uherské Hradiště

## Seznam katalogů a publikací se stuckistickou tematikou
- 2007 Stuck in the November, Topičův salon, Praha
- 2008 Stuck in the November II., Galerie Dolmen Brno
- 2009 Stuckism international, Victoria press, London
- 2011 Prague stuckists, Výstavní síň Chrudim
- 2011 Enemies of Art, Lauderdalehouse, London
- 2011 Stuck in the emotional landscape, Victoria press, London
- 2012 Species periclitata (Ohrožený druh), Art pro gallery, Praha
- 2012 Stuckists Tarot cards, London
- 2013 STUCK between Prague and London, Victoria press, London
- 2013 STUCK in Pardubice, Městská galerie Pardubice
- 2014 STUCK!!, nakladatelství Arskontakt, Praha, text Kateřina Tučková